# Gruppo dei Brentoni
Il gruppo dei Brentoni è un gruppo montuoso delle Alpi Carniche, posto in Veneto (provincia di Belluno).

## Collocazione

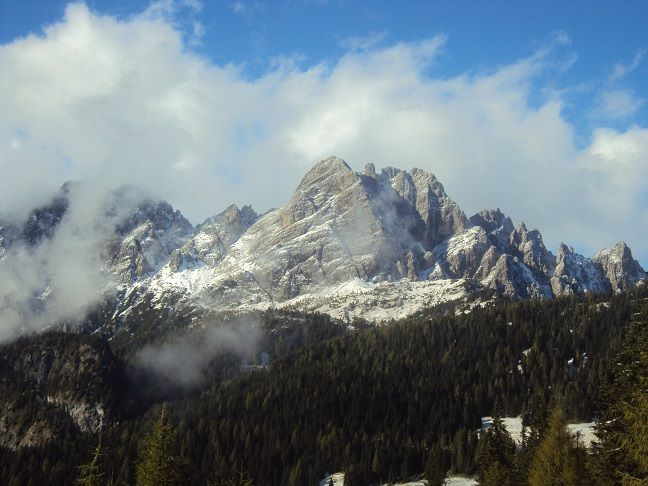
Il Monte Brentoni

Il gruppo si trova sulla sponda orientale del Piave, compreso fra il torrente Piova e il Frison, e sopra l'abitato di Vigo di Cadore.

## Classificazione
Secondo la SOIUSA il gruppo dei Brentoni sono un gruppo alpino con la seguente classificazione:
- Grande parte = Alpi Orientali
- Grande settore = Alpi Sud-orientali
- Sezione = Alpi Carniche e della Gail
- Sottosezione = Alpi Carniche
- Supergruppo = Alpi Tolmezzine Occidentali
- Gruppo = Gruppo dei Brentoni
- Codice = II/C-33.I-C.10

## Suddivisione
Secondo la SOIUSA il gruppo dei Brentoni è ulteriormente suddiviso in quattro sottogruppi:
- Massiccio dei Brentoni (a)
- Massiccio del Cornon (b)
- Massiccio del Pupera Valgrande (c)
- Massiccio del Crissin (d)

## Vette

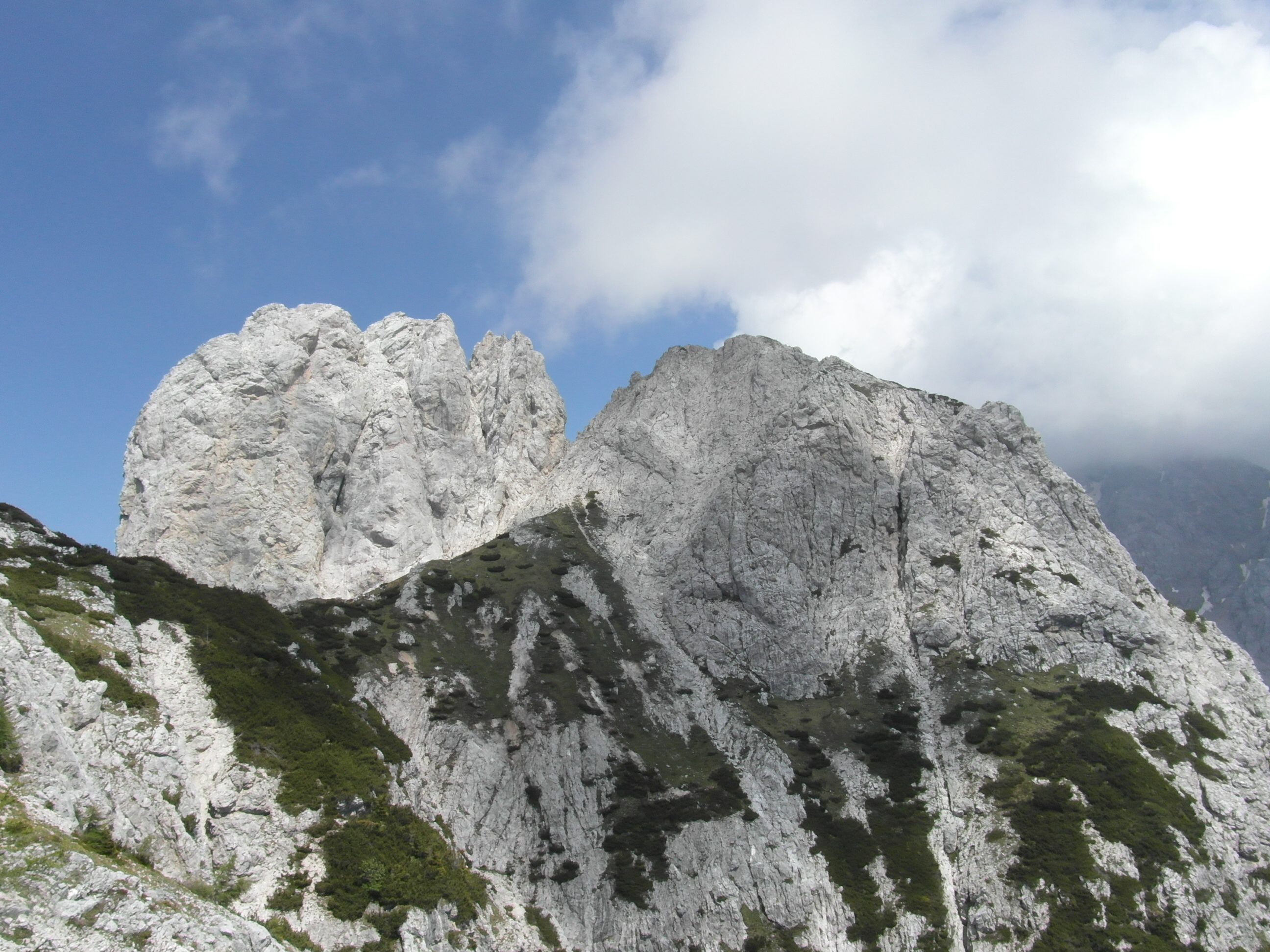
Tudaio e Cima Bragagnina

Alcune delle vette principali dei Gruppo dei Brentoni sono:
- Monte Brentoni - 2.548 m
- Monte Popera Val Grande - 2.520 m
- Monte Crissin - 2.503 m
- Torrioni di Val d'Inferno - 2.409 m
- Crode di Mezzodì - 2.394 m
- Monte Cornon - 2.378 m
- Monte Schiavon - 2.326 m
- Cresta Castellati - 2.302 m
- Cima Bragagnina - 2.281 m
- Monte Tudaio - 2.129 m